# ちょっと待って、神様
『ちょっと待って、神様』（ちょっとまって、かみさま）は、2004年1月5日から2月5日までNHK夜の連続ドラマで放送されていた日本のテレビドラマである。全20回。NHK名古屋放送局製作。
原作は大島弓子のコミック『秋日子かく語りき』（角川書店）、脚本は浅野妙子。
また、2005年11月28日からNHK衛星第二で毎週月曜日 - 木曜日、19:30 - 19:45に再放送した。

## 放送
- 放送日：2004年1月5日 - 2月5日
- 放送時間：毎週月曜日 - 木曜日 23:00 - 23:15
- 1週間分再放送：毎週金曜日 0:45 - 1:45
  - 第1週分（1月9日）は5分遅延
  - 第2週分（1月16日）・第3週分（1月23日）は大相撲幕内の全取組放送に伴う編成変更に伴い25分遅延
  - 第4週分（1月30日）は0:45 - 1:00・1:03 - 1:48、1:00 - 1:03まで国会のイラク自衛隊派遣承認ニュース放送の為、途中割込み
  - 最終週分は通常放送

## ストーリー
買い物帰りのオバサン、久留竜子（泉ピン子）は、交差点の向うから自転車で走ってきた女子高生、天城秋日子（宮﨑あおい）を避けようしてトラックに跳ねられ、二人は道路に倒れた。
気を失った天城秋日子と共に、天上の国で顔を合わせる二人の前に神の使い（京本政樹）が現れ、秋日子には下界へ戻るよう伝える。しかし竜子には“死”を宣告する。だが、自分の人生に未練が残る竜子はこれを不服とし、秋日子の体を借りて下界に戻りたいと神の使いにすがり付く。当時、家庭問題から生きる希望を失っていた秋日子はこれを承諾し、神の使いも「誰にも正体を明かさないこと」「期限までに戻らないと復帰できなくなる」ことを条件に、これを渋々認める。これによって7日間期限付きの生活が始まった。
秋日子の姿で女子高生として生活を始めた竜子は、本物の秋日子の助けを借りながら学校へ通うが、心配する秋日子を尻目にいきなり本来のオバサン振りを発揮していく。親友の茂多三郎（勝地涼）や薬子もまた秋日子の変化に違和感を覚える。
一方、竜子は女子高生の姿のまま自分の家に近づき様子を探ろうとするが、竜子の死を悲しまない家族の姿にショックを受ける。正体を隠したまま家族に何か出来ないかと必死に尽くし頑張るが息子（塚本高史）の学業不振や娘（碇由貴子）の非行など、なかなか上手くいかず落ち込む竜子。そんな中、夫へのプレゼントを機に家族に正体が知られそうになる。
持ち前のポジティブさでピンチを乗り越えてきた竜子だが、親友の二人に正体を明かし、天上の国へ帰ることを決意する。薄々感づいていた夫の久留米一夫（津嘉山正種）は全てを受け入れ、竜子を“家族旅行”に誘う。
砂浜で寄り添う二人は互いに感謝を語り合い、幸せな時間を過ごすが、徐々に期限の夜明けが近づく。そして未練の無くなった竜子は秋日子に女子高生の体を返すことを決意する。

## キャスト
- 久留 竜子（くるめ たつこ） - 泉ピン子[1]
- 天城 秋日子（あまぎ あきひこ） - 宮﨑あおい
- 神の使い（かみのつかい） - 京本政樹
- 久留 一夫（くるめ かずお） - 津嘉山正種
- 久留 春夫（くるめ はるお） - 塚本高史
- 久留 リサ（くるめ りさ） - 碇由貴子
- 笠間 米子（かさま よねこ） - 安達祐実
- 原田 ゆかり（はらだ ゆかり） - 裕木奈江
- 茂多 三郎（しげた さぶろう） - 勝地涼 ほか

## スタッフ
- 原作：大島弓子『秋日子かく語りき』（角川書店）
- 脚本：浅野妙子
- 音楽：小六禮次郎
  - 音響効果：沢田智哉・大西斎
  - 共通エンディングテーマ：島谷ひとみ「元気を出して」（エイベックス・エンタテインメント）
- 美術：小林史幸
- 演出：西谷真一（第1週2週最終週）・海辺潔（第3週4週）
- 制作統括：銭谷雅義
- 製作・著作：NHK名古屋放送局

## サブタイトル
- 第1週 「オバサンは女子高生」（2004年1月5日 - 1月8日放送）
- 第2週 「親が子のためにできること」（1月12日 - 1月15日放送）
- 第3週 「お母さんみたいに なりたくない」（1月19日 - 1月22日放送）
- 第4週 「もう一回セイシュン!?」（1月26日 - 1月29日放送）
- 最終週 「そこにあるのに気づかないこと」（2月2日 - 2月5日放送）